# 毕家寺城堡
毕家寺城堡，位于中国青海省贵德县河阴镇大史家村，为青海省市县级文物保护单位，公布日期为2001年2月19日，类型为古遗址。
毕家寺城堡的历史年代为元。